# AS Douanes (Senegal)
AS Douanes (Association sportive des Douanes) ist ein senegalesischer Sportverein mit Sitz in Dakar. Die Fußballmannschaft des Klubs trägt ihre Heimspiele im Stade Demba Diop in Dakar aus und manchmal im Stade Alassane Djigo in Pikine. AS Douanes ist der Fußballverein mit der dritthöchste Anzahl an Titeln im Senegal. Nationale Meisterschaft und Pokal konnten bis 2020 jeweils sechs mal gewonnen werden.
Der Spitzname des Vereins lautet Les Gabelous.

## Geschichte
Der Verein wurde 1980 gegründet und spielt seit 1984 in der obersten Spielklasse des Senegal. 1986 wurde der Verein erstmals Pokalsieger und hatte im Jahr darauf seinen ersten interkontinentalen Auftritt im CAF Cup Winners’ Cup. Der erste Meistertitel wurde 1993 gewonnen.

## Erfolge
- Senegalesischer Meister: 1993, 1997, 2006, 2007, 2008, 2015
- Senegalesischer Pokalsieger: 1986, 1997, 2002, 2003, 2004, 2005
- Senegalesischer Ligapokalsieger: 2009, 2015
- Senegalesischer Superpokalsieger: 2015

## Partnerschaft
Der Verein führt eine Partnerschaft mit dem französischen Klub FC Metz.

## Bekannte ehemalige Spieler
Mehrere im Verein ausgebildete Spieler spielten auch in Europa und der Nationalmannschaft des Senegal.
- Papa Gueye
- Papiss Demba Cissé
- Salif Keita
- Modou Sougou